# 南酒出站

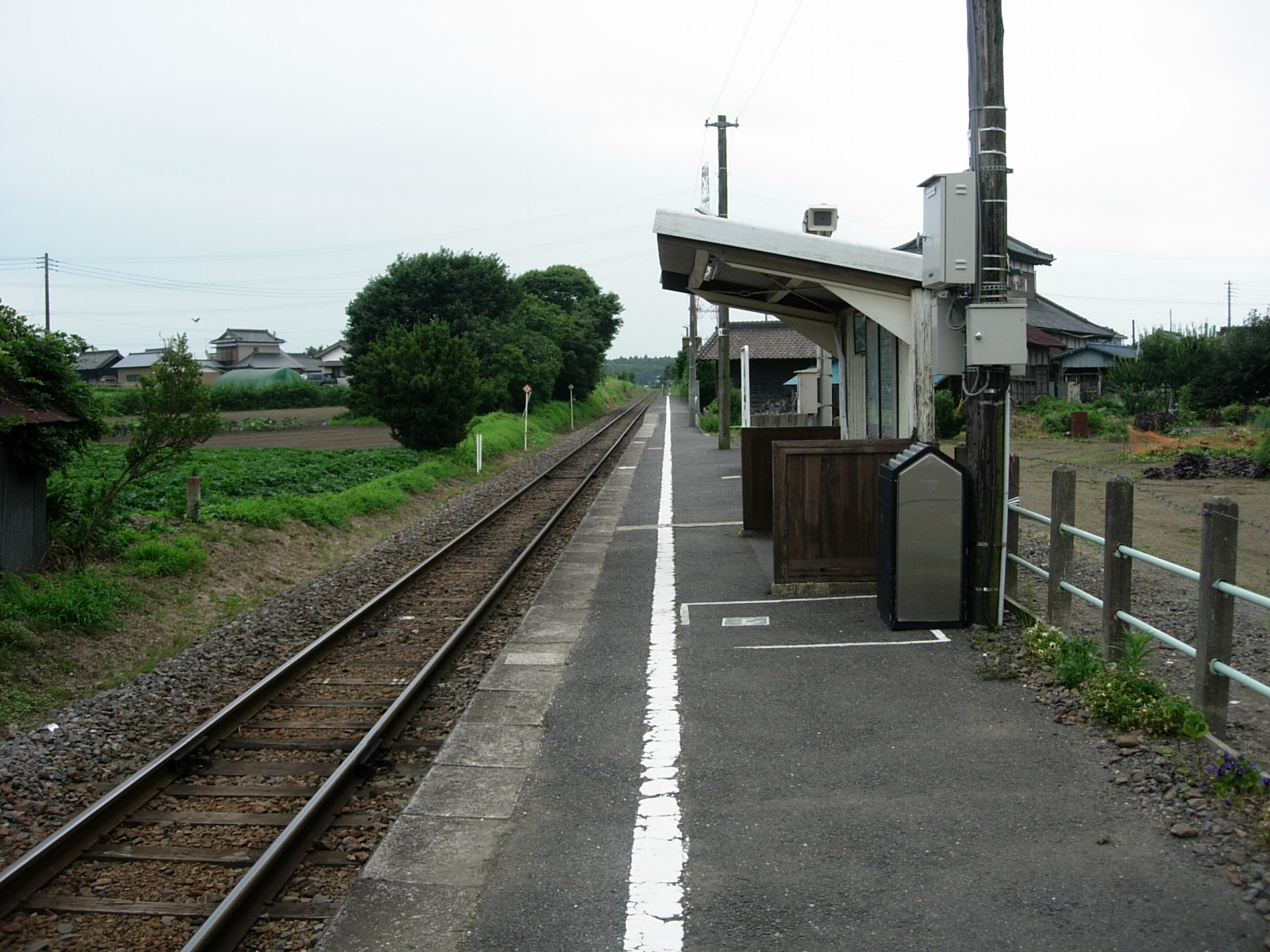
月台（2004年8月2日）

南酒出站（日语：／ Minami-Sakaide eki */?）是位於茨城縣那珂市南酒出字船岡久保903番1號，東日本旅客鐵道（JR東日本）的水郡線（常陸太田支線）車站。

## 歷史
- 1935年（昭和10年）9月1日：國有鐵道常陸酒出站（日语：／）啟用。為旅客車站[1]。
- 1941年（昭和16年）8月10日：車站暫停營業。
- 1953年（昭和28年）2月1日：車站重開。同時車站名為南酒出站。
- 1987年（昭和62年）4月1日：伴隨國鐵分割民營化，車站由東日本旅客鐵道（JR東日本）營運。

## 車站構造
此站是地面車站，設有1面1線的單式月台。
此站是由上菅谷站管理的無人車站。此站沒有車站大樓。月台靠近常陸太田一方設有上蓋和長椅。此站設有簡易電子顯示牌，從電子牌可得知列車運行狀況。

## 車站周邊
- 國道349號（日语：国道349号）
- 木內酒造（日语：木内酒造）酒出中心
- 南酒出城蹟

## 相鄰車站
東日本旅客鐵道（JR東日本）
■水郡線（常陸太田支線）
上菅谷－南酒出－額田

## 注腳
1. ↑  . dl.ndl.go.jp: 4.   [2019-01-15]. （原始内容存档于2019-01-15） （日语）.

## 外部連結
- 車站資訊（南酒出）：東日本旅客鐵道（日語）
- 木內酒造合資會社 （页面存档备份，存于）（日語）